# Marina di Caulonia

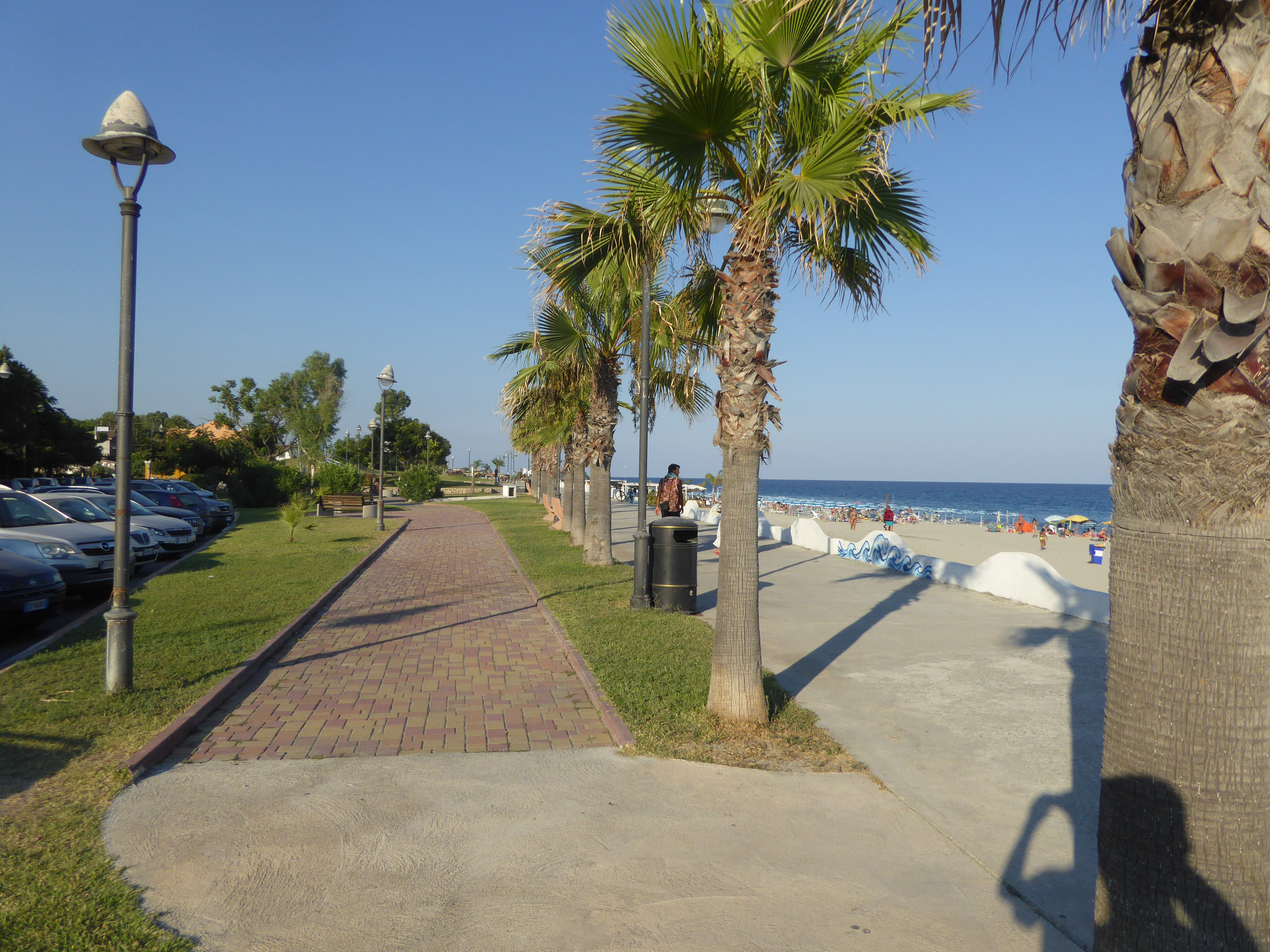
Lungomare di Caulonia marina (agosto 2019)

Marina di Caulonia o Caulonia marina è una frazione del comune di Caulonia, in provincia di Reggio Calabria, situata lungo la strada statale 106 tra la frazione riacese di Riace marina a sinistra e Roccella Jonica a destra. La frazione è collegata al comune di Caulonia con la strada provinciale 88, da cui dista 7,31 km. La popolazione è di 996 abitanti ,.

## Storia
La frazione di Caulonia marina nasce dopo l'alluvione del 18 ottobre 1951 in località Caulonia Scalo.

## Geografia fisica
La frazione è la località marina di Caulonia, sul suo territorio sfociano inoltre le fiumare Allaro e Amusa.

## Architetture religiose
- Chiesa di Sant'Antonio di Padova, consacrata il 18 settembre del 1956

## Infrastrutture e trasporti
Nella frazione si trova la Stazione di Caulonia. Dalla statale 106 parte la SP88.

## Economia
A livello turistico è sede di diversi lidi balneari e di alcuni locali notturni.

## Galleria d'immagini

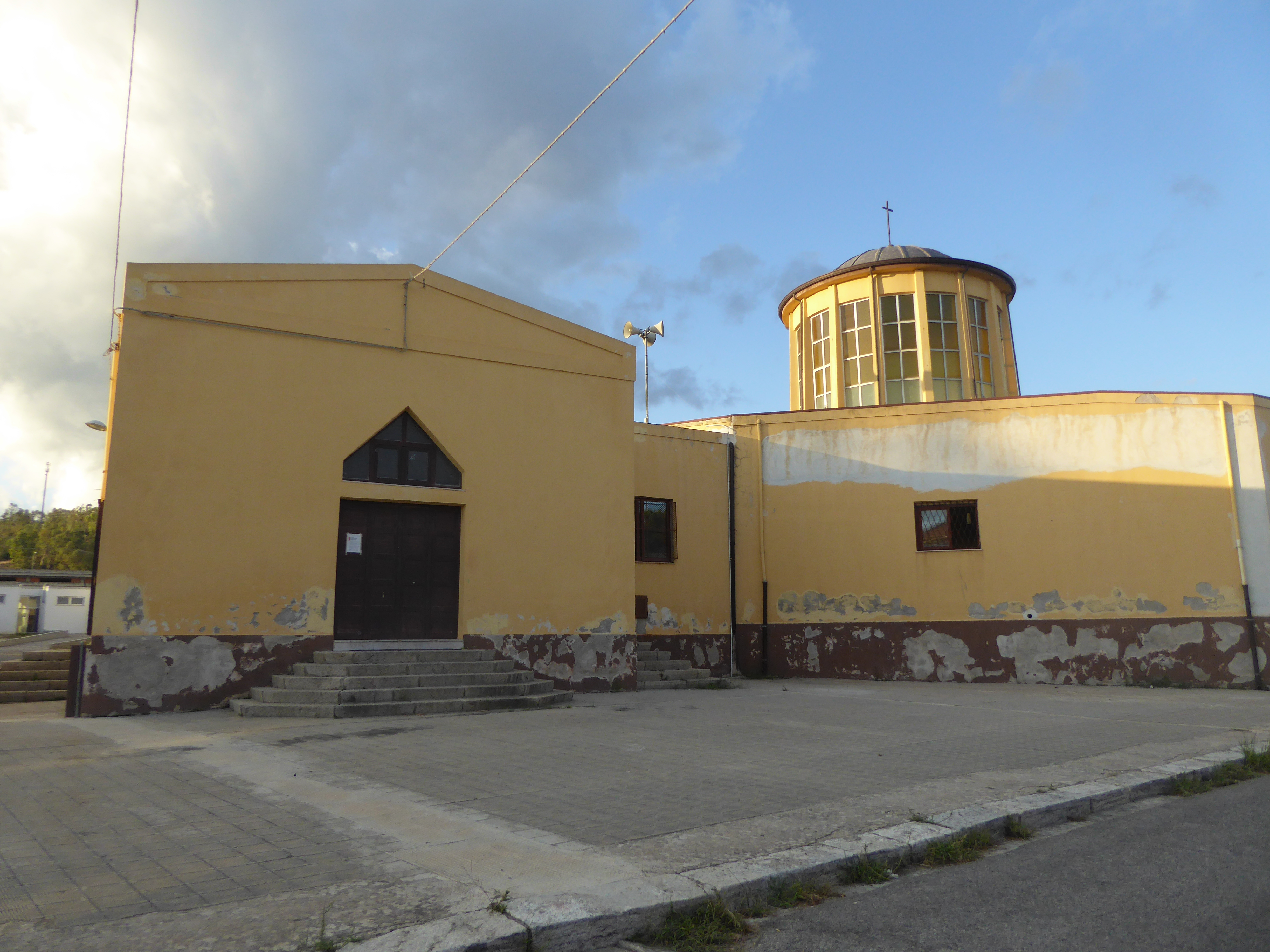
Chiesa evangelica della riconciliazione
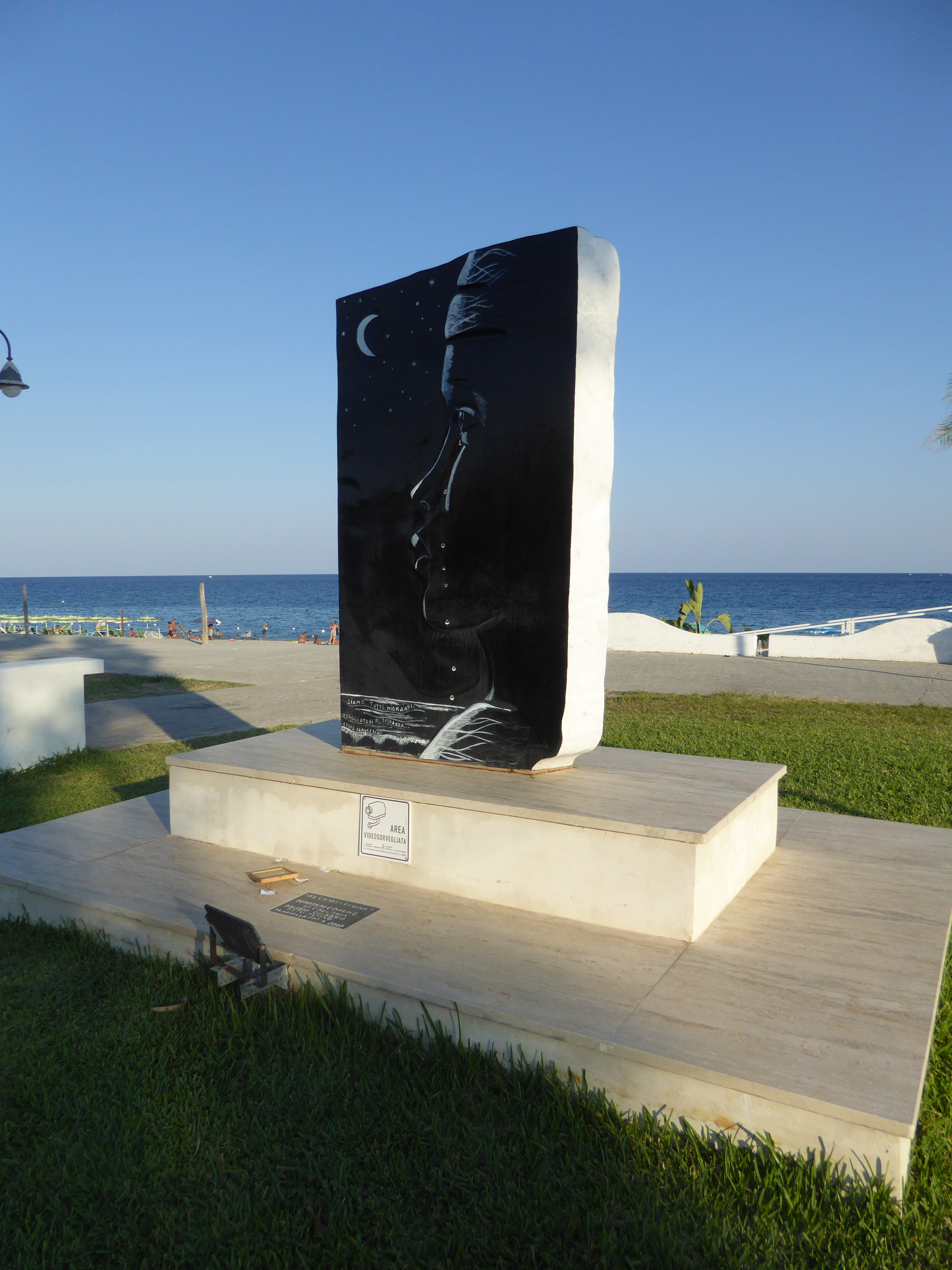
Opera del 2018 "Siamo tutti migranti"
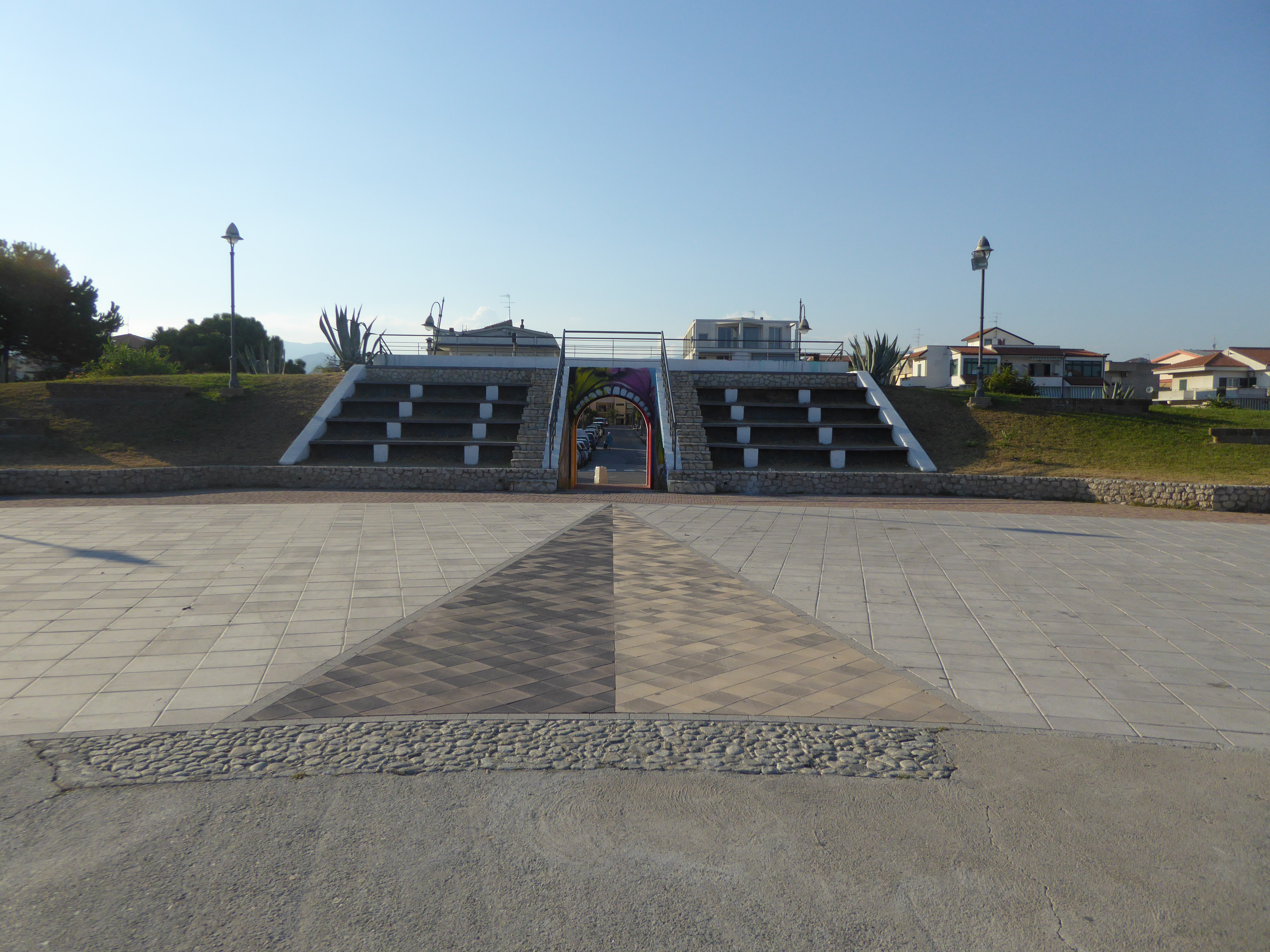
Teatro del mare (agosto 2019)
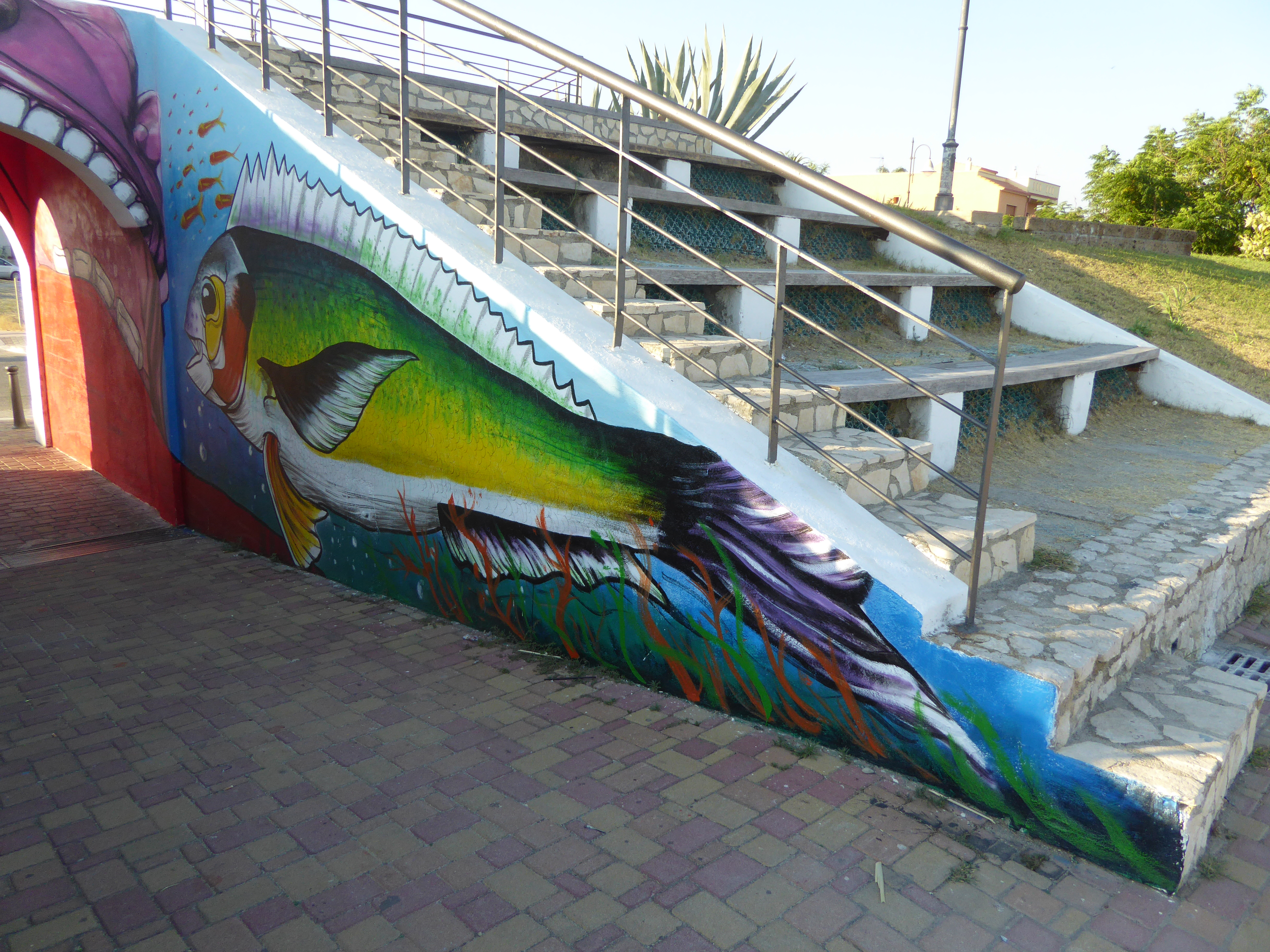
Teatro del mare ravvicinato lato destro 2019
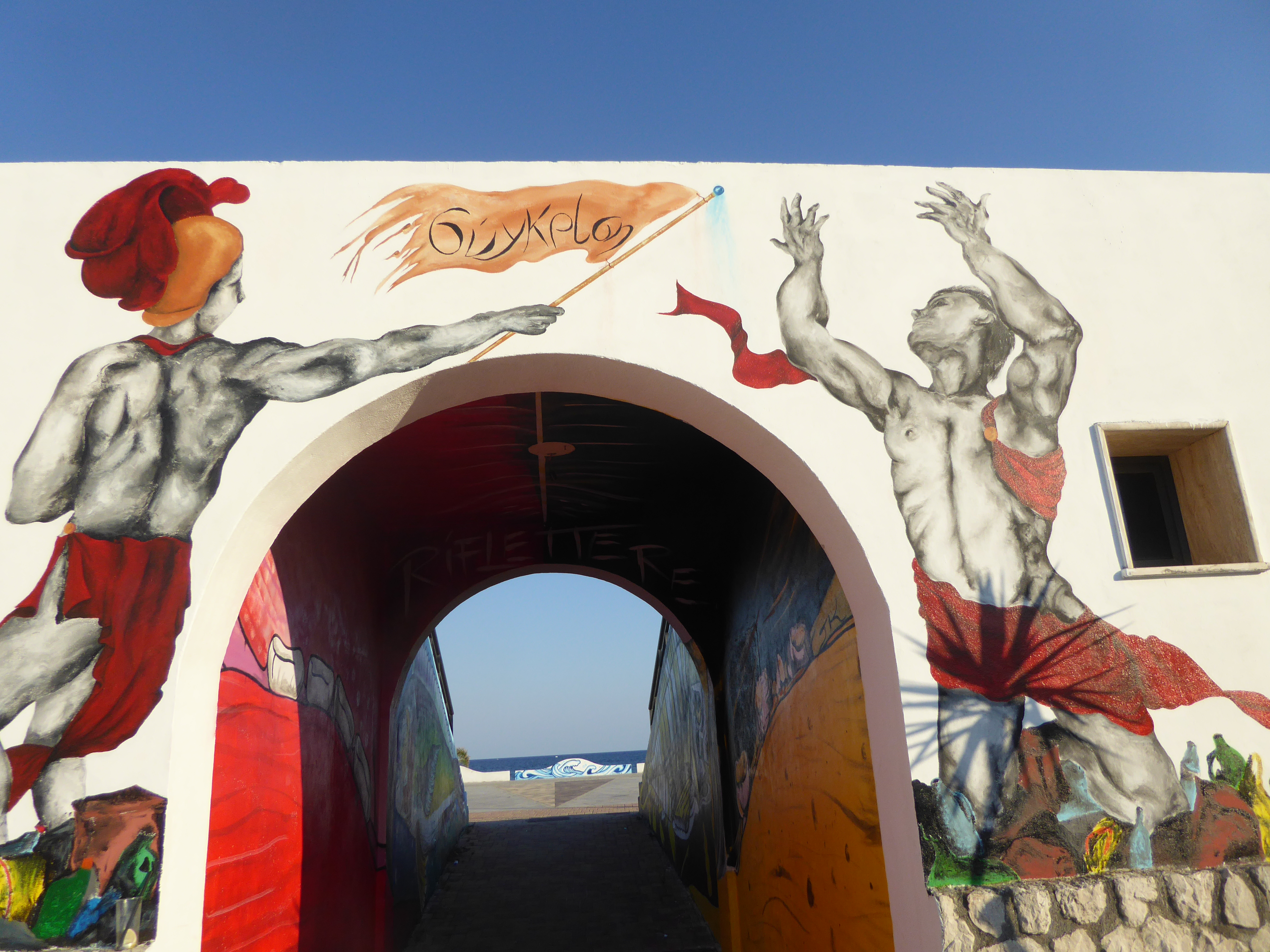
Teatro del mare ingresso Caulonia 2019
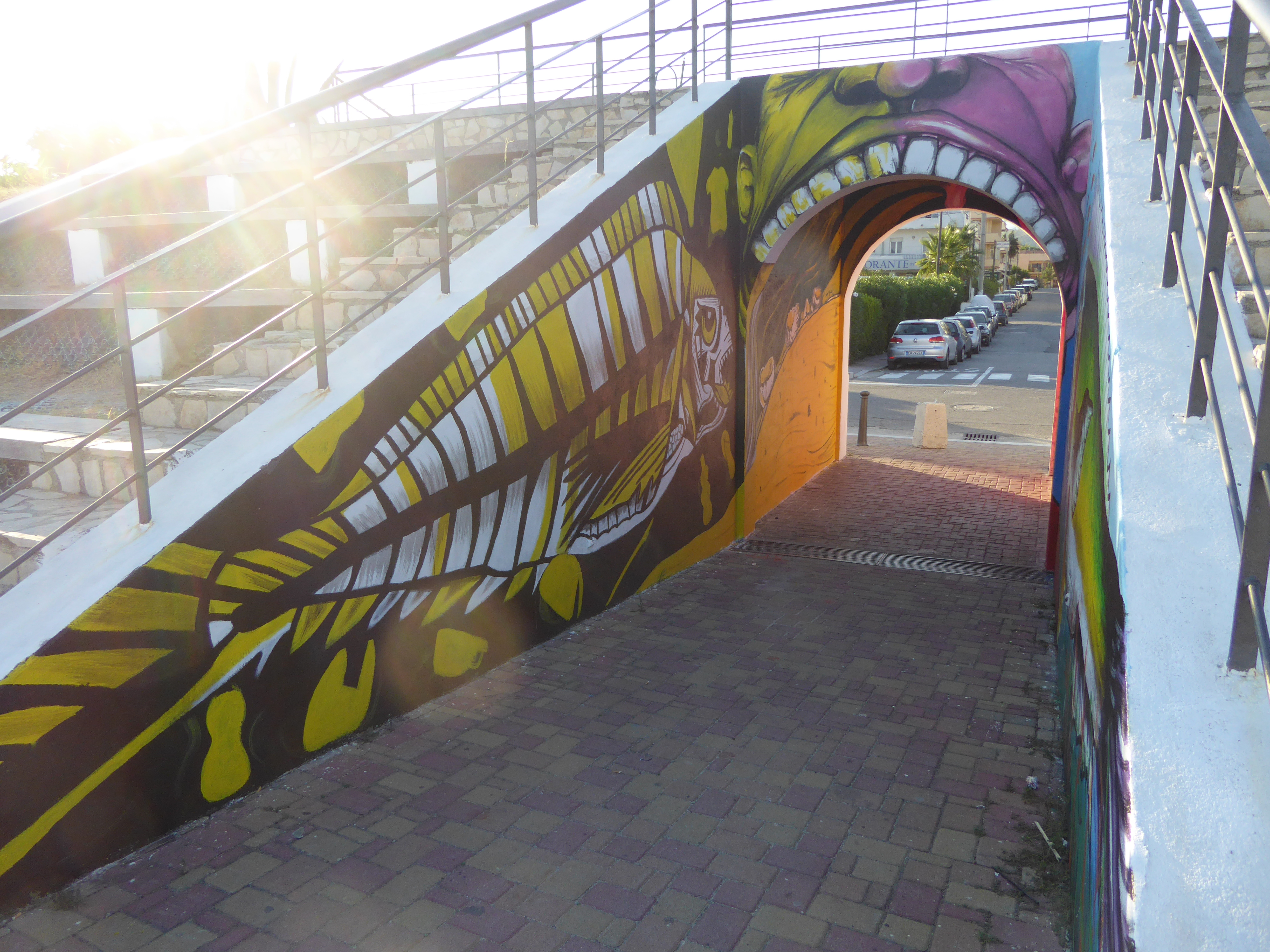
Teatro del mare lato sinistro 2019